# Нептун Бич (Флорида)
Нептун Бич (енгл. Neptune Beach) град је у америчкој савезној држави Флорида. По попису становништва из 2010. у њему је живело 7.037 становника.

## Демографија
Према попису становништва из 2010. у граду је живело 7.037 становника, што је 233 (3,2%) становника мање него 2000. године.
| Група             | 2000.         | 2010.         |
| Белци             | 6.878 (94,6%) | 6.464 (91,9%) |
| Афроамериканци    | 53 (0,7%)     | 85 (1,2%)     |
| Азијати           | 75 (1,0%)     | 68 (1,0%)     |
| Хиспаноамериканци | 152 (2,1%)    | 278 (4,0%)    |
| Укупно            | 7.270         | 7.037         |